# 松永周二
松永 周二（まつなが しゅうじ、1884年（明治17年）6月6日 - 1972年（昭和47年）2月11日）は、徳島県徳島市出身の歌人。

## 生涯
家の家督を継ぎ周二を襲名、「布平」の屋号で金融業を営んだ。その後、与謝野鉄幹の新詩社に加盟し、明星派の歌風に終始した。主な作品として短歌『天地一馬』等がある。
1972年（昭和47年）2月11日、89歳で没する。

## 主な作品
- 『天地一馬 松永周二歌集』松永周二、1971年。